# 圣马可区

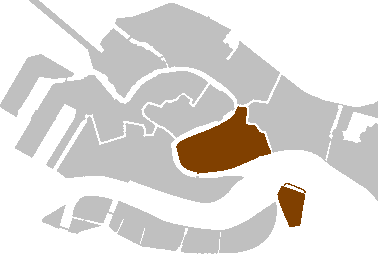
圣马可区在威尼斯的位置

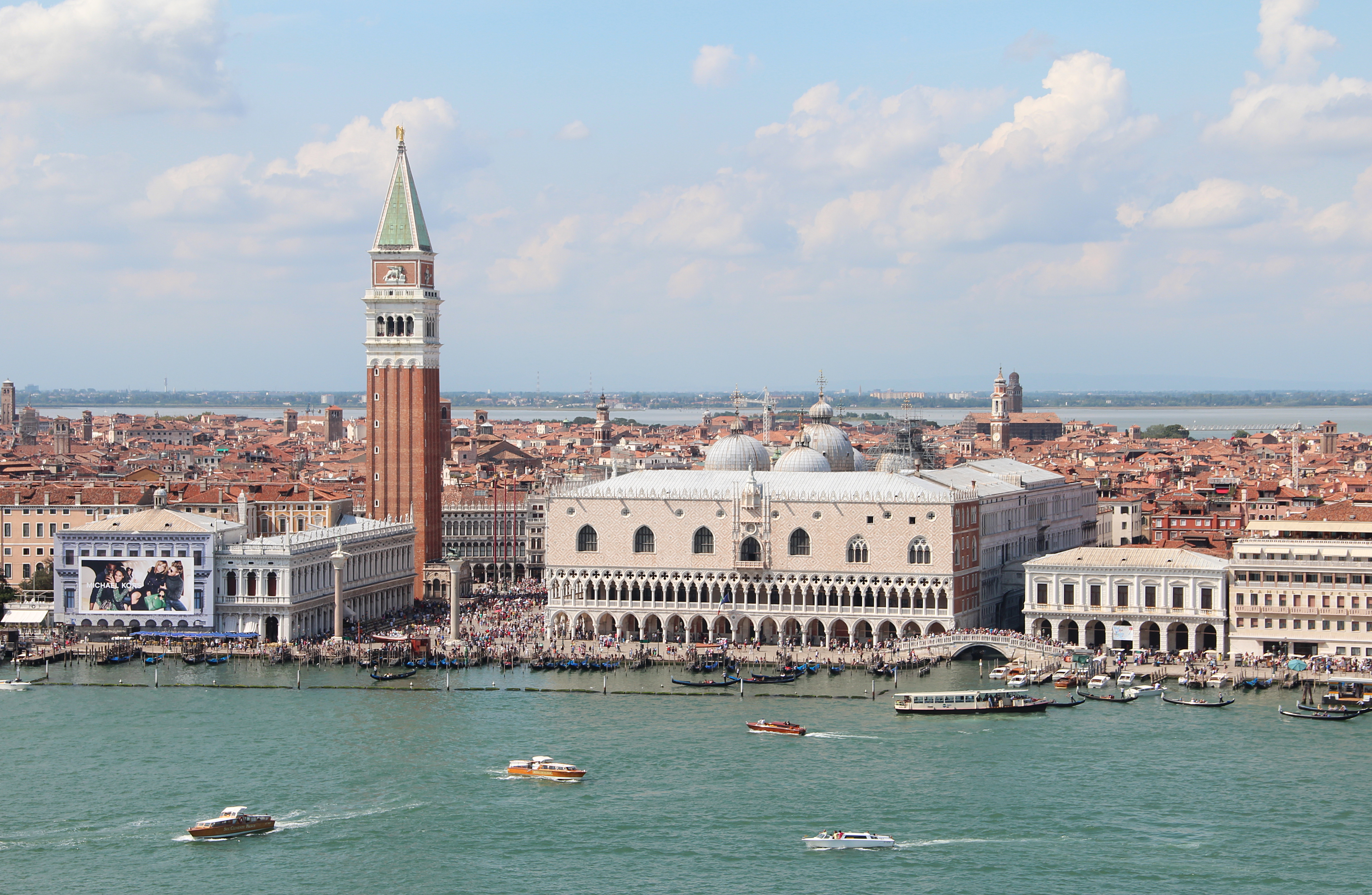
從聖喬治·馬焦雷大教堂的鐘樓看到的聖馬可

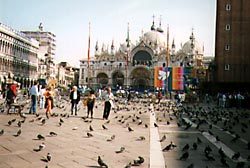
圣马可广场

圣马可区（San Marco）是威尼斯的6个区之一，位于该市的心脏。圣马可区还包括大聖喬治島。虽然该区包括圣马可广场，但是从来没有作为该区的一部分进行管理。
该区包括威尼斯许多著名的旅游景点，其中包括圣马可广场，圣马尔谷大殿，总督宫，哈利酒吧（Harry's Bar）、丹多洛宫（Palazzo Dandolo），威尼斯凤凰剧院（Teatro La Fenice），格拉西宫（Palazzo Grassi），教堂还有：圣路加堂（San Luca）、圣本笃堂（San Beneto）、圣方坦教堂（San Fantin），百合圣母教堂（Chiesa di Santa Maria del Giglio）、圣穆理思堂（San Maurizio），圣梅瑟堂（San Moisè），圣斯德望堂（Santo Stefano di Venezia）, 圣救主堂（San Salvador di Venezia），圣儒利安堂（San Zulian）和圣撒慕尔堂（San Samuele）。
该区建筑稠密，是威尼斯的政府所在地。现在该区旅游业兴旺，开设许多酒店，银行和昂贵的零售商店。
45°26′02″N 12°19′59″E / 45.434°N 12.333°E